# 西山晴基
西山 晴基（にしやま はるき、1991年7月31日 - ）は、茨城県牛久市出身の日本の弁護士（東京弁護士会所属）。元検事（ヤメ検）。DJ。芸能プロダクションELBS Entertainment所属。辰已法律研究所講師。知的財産管理技能士。ChildFirst司法面接研修修了。ASK依存症予防教育アドバイザー。相続終活コンダクター・シニアライフカンセラー上級。

## 略歴
- 2010年 - 私立茗溪学園高等学校卒業
- 2014年 - 青山学院大学法学部卒業
- 2016年 - 中央大学法科大学院（既修）修了。新司法試験合格[9]。
- 2017年 - 検察官任官
- 2018年 - さいたま地方検察庁配属[10]。
- 2019年 - 福岡地方検察庁配属（特別刑事部の取り調べも担当）[11]。
- 2021年 - 東京地方検察庁配属[12]。退官[13]後、弁護士登録と同時にレイ法律事務所入所[14]。

## 主要な担当事件等
- 2019年
  - 福岡IT講師殺害事件の公判主任検事を務める。
- 2020年
  - 福岡県の水産業者の産地偽装に伴う脱税事件[15]の捜査検事を務める。
  - 篠栗男児餓死事件の捜査検事を務める。

- 2023年
  - CaraT元メンバー山本暦の名誉棄損訴訟の代理人を務める[16][17][18]。

## メディア出演歴

### テレビ
- 田村淳のキキタイ！（2025年4月5日 2025年5月17日 TOKYO MX）「テレビはコンプラでつまらなくなったのか？」「日本のキャンセルカルチャーを考える」[19][20][21][22]
- よんチャンTV（2024年12月23日 毎日放送）「検察なめんなよ」検事取り調べで何が!?[23][24]
- newsランナー（2024年12月20日 関西テレビ）「検察なめんな」法廷で取り調べ映像再生[25][26][27]
- ひるおび（2024年6月27日 TBS）「大阪地検元検事正を逮捕」[28]
- よんチャンTV（2024年2月13日 毎日放送）「【伊東純也選手】女性側と双方『刑事告訴』そこにさらに『民事提訴』」[29]
- スーパーJチャンネル（2024年2月13日 テレビ朝日）「女性をタクシーにひかせ殺害か　運転手が取材に『許せない』」[30]
- Nスタ（2023年12月22日 TBS）「今後の捜査のポイントは？ 高木氏“キックバック中止”伝達か、安倍派幹部に任意聴取を要請」[31][32]
- 旬感LIVE とれたてっ!（2023年12月19日 カンテレ）「いよいよ捜査が本格化！自民党派閥“裏金”問題を元検事が徹底解説」[33]
- 大下容子ワイド!スクランブル（2023年9月7日  2023年10月3日 2023年10月5日 テレビ朝日）「ジャニーズ事務所会見」（9月7日会見、10月2日会見）について解説[34][35][36]
- サンデー・ジャポン（2023年7月2日 TBS）「猿之助容疑者…向精神薬と深まる謎…元科捜研が謎に迫る」について解説[37]
- 羽鳥慎一モーニングショー（2023年6月21日 テレビ朝日）「辞職勧告の千葉・長生村議長が続投意思」について解説
- スーパーJチャンネル（2023年6月20日 テレビ朝日）「傷害罪で“罰金”の千葉・長生村議長　議員を続ける意向…法的には？」について解説[38]
- スーパーJチャンネル（2022年8月17日 テレビ朝日）五輪組織委元理事・AOKIHDの受託贈収賄事件について解説
- バラいろダンディ（2022年9月2日 TOKYO MX1）「ラブパーキング」について解説

### インターネット
- ABEMA的ニュースショー（2023年10月29日 2024年6月30日 ABEMA）「別府ひき逃げ手配犯」について解説[39][40][41][42][43][44]

### 取材
- 銀行口座を突然凍結された福岡の男性、困惑と憤り　解除は困難…意図せずマネロン加担？（2025年7月30日 西日本新聞me）[45]
- 「銀行口座を高額レンタルしませんか？」甘い言葉にうっかり乗った末路…新生活で気をつけたい犯罪の「罠」（2025年3月8日 弁護士ドットコムニュース）[46]
- 被害に気付かれにくい「ライブ会場」の痴漢逮捕、人気バンド「ヤバT」が公表…犯人の「特定」どうやった？（2025年2月8日 弁護士ドットコムニュース）[47]
- キンプリ永瀬廉さんを脅迫「刺し殺すぞ」、本気じゃなくても罪に問われる？（2024年8月22日 弁護士ドットコムニュース）[48]

## 監修

### ドラマ
- 侵入者たちの晩餐（2024年1月3日 日本テレビ）
- 真夏のシンデレラ（2023年9月18日 フジテレビ）
- MALICE[49]（2023年9月14日 U-NEXT）
- 連続ドラマW 事件 （2023年8月13日-9月3日 WOWOW）
- 純愛ディソナンス（2022年9月15日・22日 フジテレビ）
- 赤いナースコール（2022年9月12日 テレビ東京）

### ドキュメントバラエティ
- ザ!世界仰天ニュース－世田谷一家事件（2023年1月3日 日本テレビ）[50]
- ザ!世界仰天ニュース－ココ山岡事件（2022年10月4日 日本テレビ）[51]

## 講演
- 「ゲーム実況、動画配信に関する著作権問題（2023年6月）」Circle of Artists[52]
- 「新・短答完璧講座刑事訴訟法（2023年1月）」辰巳法律研究所
- 「選択科目特訓講義経済法（2022年2月）」辰巳法律研究所[53]
- 「テレビ番組制作の権利処理（2022年2月9日）」新社会システム総合研究所（SSK）[14]